# MUNDOlogia

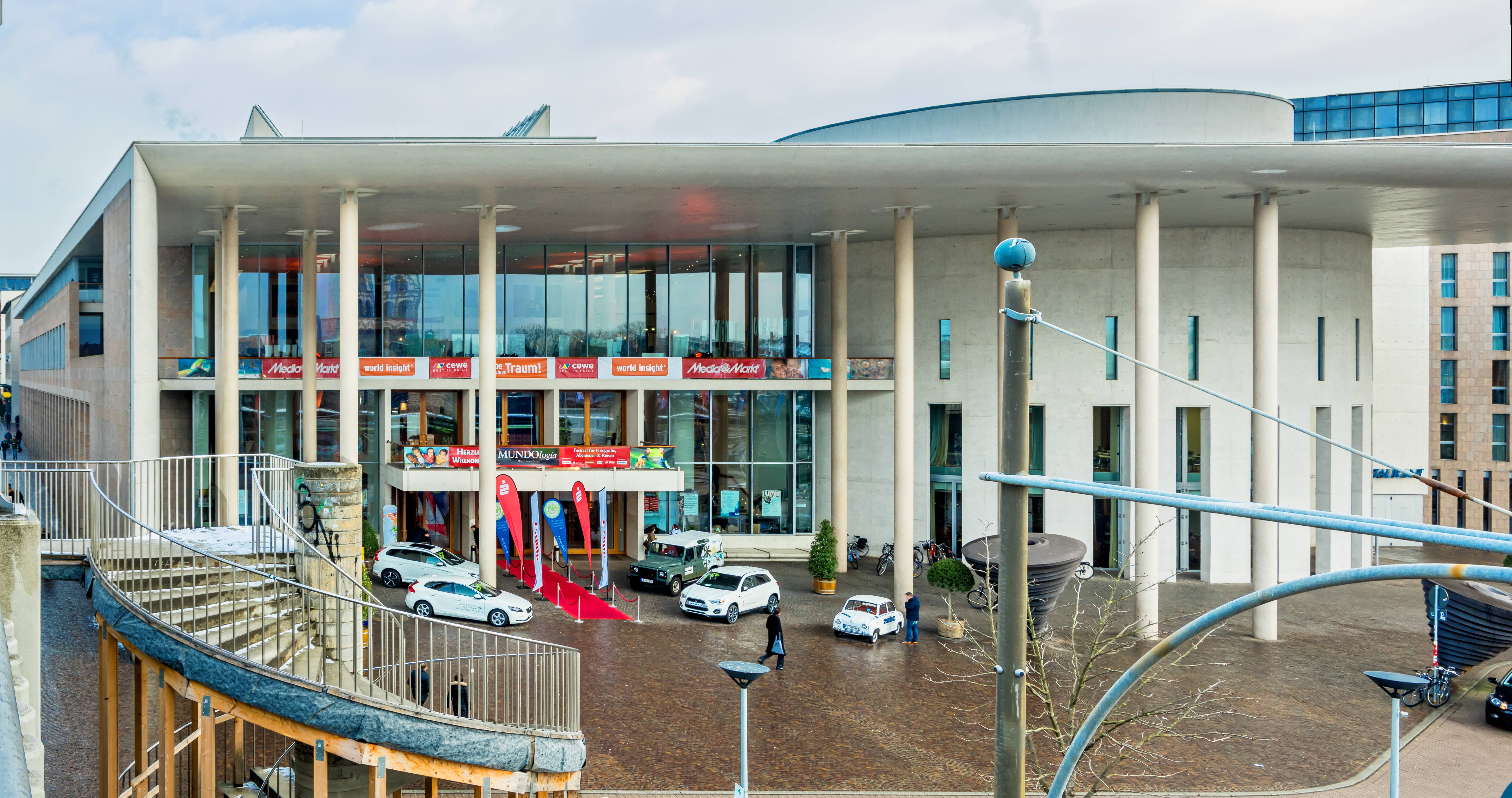
Mundologia 2015, Blick auf das Konzerthaus

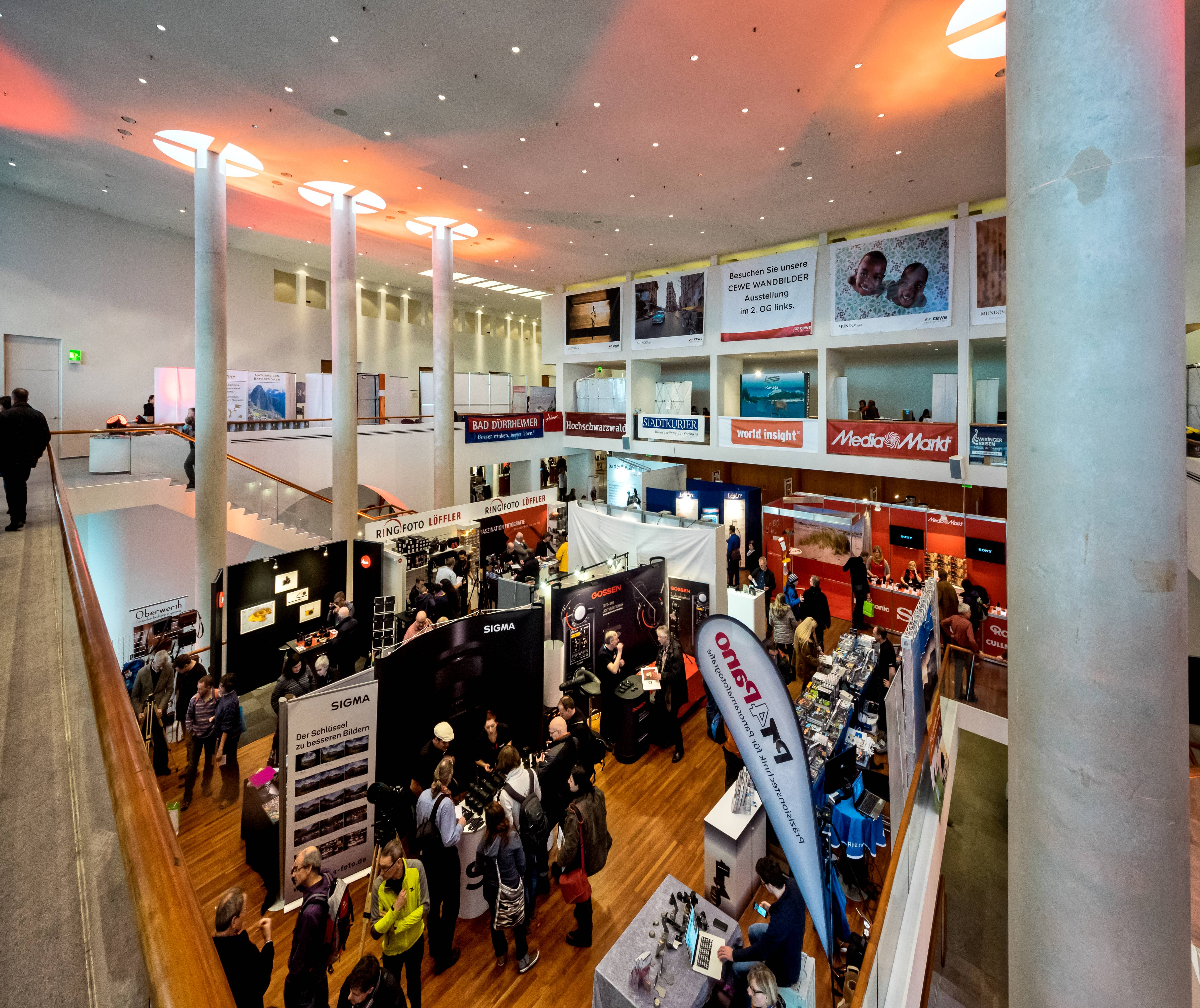
Konzerthaus, Blick auf die Messe

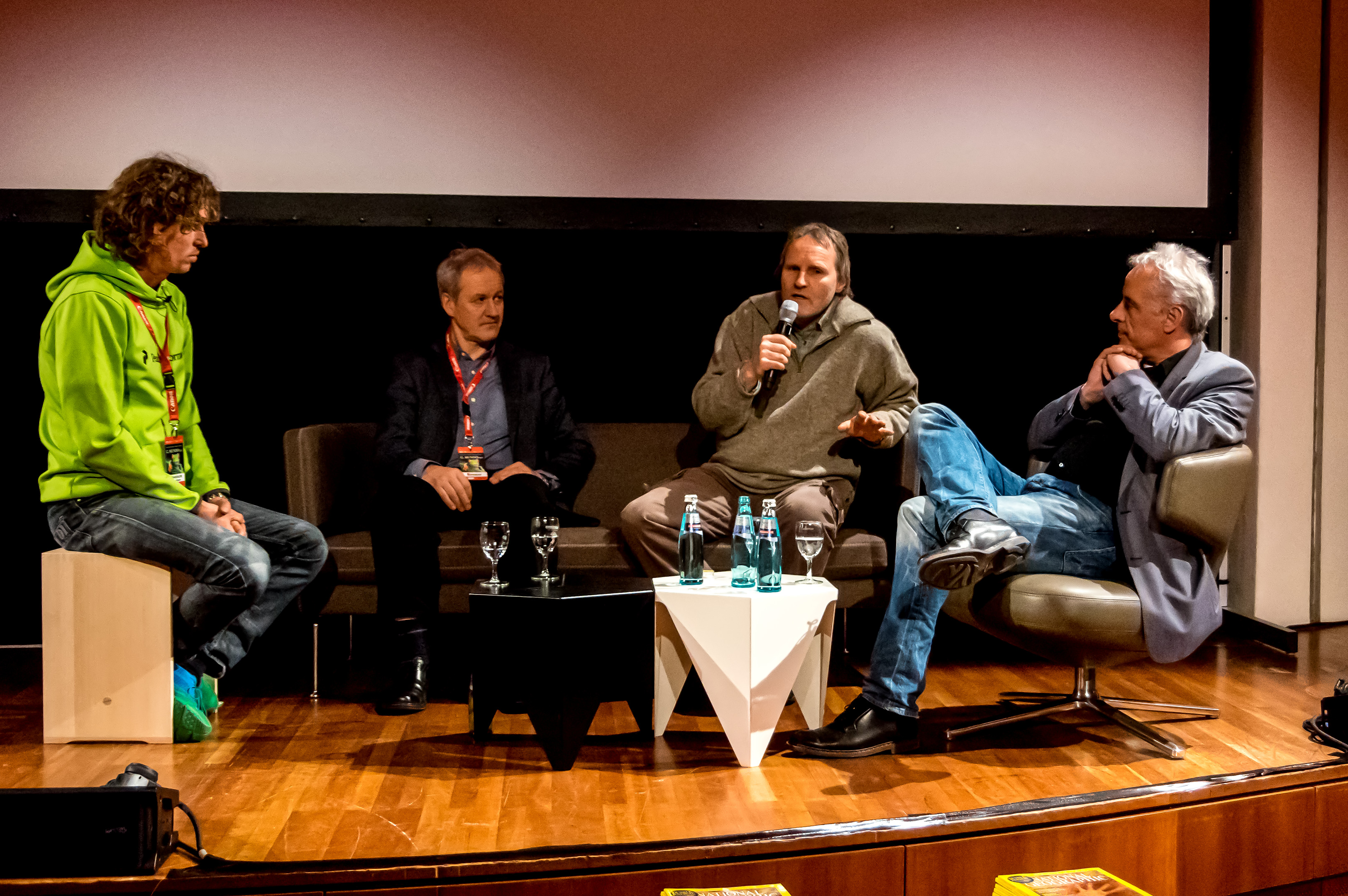
Eröffnungsveranstaltung 2015 mit Carsten Peter Fotograf, Siebo Heinken stellv. Chefredakteur der National Geographic Deutschland und Tobias Hauser Veranstalter

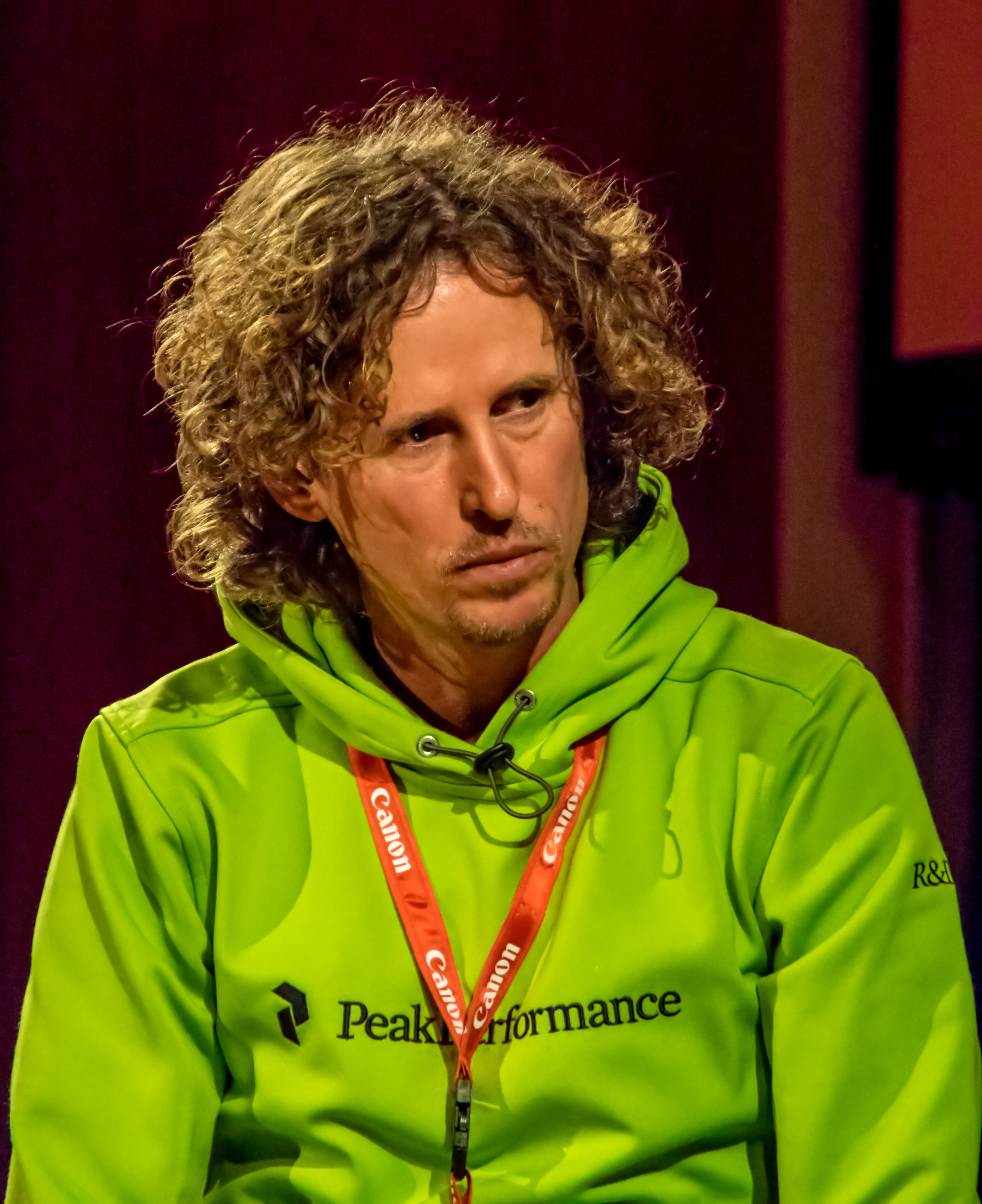
Tobias Hauser, Initiator und Veranstalter der Mundologia

Das MUNDOLOGIA Festival in Freiburg ist ein sich jährlich wiederholendes Reportage-Festival, das in einer dreitägigen Veranstaltung an einem Wochenende Anfang Februar im Konzerthaus Freiburg endet. Weitere Themen neben den Reportagen sind die Fotografie und Reisen. Es finden auch Workshops und Seminare zu den oben genannten Themen statt. Auch werden alljährlich Preise für gute Arbeiten ausgelobt, wobei die Jugendförderung einen Schwerpunkt bildet.

## Geschichte
Das erste Festival fand am 24. und 25. Januar 2004 im Bürgerhaus Seepark in Freiburg statt und hatte 3000 Besucher. Gegründet wurde das Festival von Tobias Hauser im Jahre 2003. Seit 2005 veranstaltet Hauser die Mundologia gemeinsam mit David Hettich, der auch schon 2004 in beratender Funktion dabei war. Der Name Mundologia stammt aus dem Spanischen und bedeutet Weltkenntnis. Seit 2013 ist National Geographic Medienpartner der Mundologia.
Die Idee des Festivals ist es, den Teilnehmern Vorträge, Reportagen und Filme von renommierten Fotografen, Journalisten und bekannten Abenteurern zu naturnahen Themen zu bieten. Seit 2009 findet das Festival im Konzerthaus Freiburg statt. Seit 2010 kommen zu den Hauptveranstaltungen regelmäßig mehr als 20000 Besucher, was die Mundologia zum größten Reportage-Festival Europas macht. 2015 gab es einen neuen Besucherrekord mit fast 35.000 Besuchern bei den Vorträgen. Neben den Vorträgen gibt es am Wochenende auch eine Fachmesse für Fotografie, Outdoor und Reisen. Wichtig sind immer auch die Fotoausstellungen. So zeigte zum Beispiel Markus Lanz seine Bilder 2014 auf der Mundologia in der Ausstellung „Grönland. Meine Reisen bis ans Ende der Welt“.
Inzwischen gibt es so viele Vorträge, dass sie nicht mehr in das Wochenende passen. So beginnen die Vortragsreihen meist schon im Spätherbst an verschiedenen Standorten in Freiburg, Denzlingen, Au im Hexental, Müllheim, Schluchsee, Rastatt, Lörrach und Waldshut-Tiengen.
Beim 13. Festival waren die Vorträge bis auf ca. 300 Karten schon im Vorverkauf ausverkauft, trotzdem möchte der Veranstalter nicht auf das Messegelände umziehen oder das Festival verlängern, um den Charakter des Festivals nicht zu verlieren. Zitat von ihm „Für uns geht es darum, uns qualitativ zu steigern.“ Insgesamt waren es 22.00 Besucher.
Das 14. Mundologia Festival fand vom 3. bis 5. Februar 2017 mit dem Motto „Sehnsucht Natur“ statt und hatte ca. 23.000 Besucher. der Eröffnungsvortrag ist die Reportage „Living Planet“ vom TRV Moderator Dirk Steffens.
Der Abschluss des 15. Mundologia Festivals fand vom 2. bis 4. Februar 2018 unter dem Motto „Planet der Menschen“ statt und hatte über 22000 Besucher. An dem Wochenende gab es 15 Lichtbildvorträge, unter den Vortragenden waren Markus Lanz mit dem Vortrag „Grönland – Meine Reise ans Ende der Welt“ und Willi Weitzel mit „Willis neue wilde Wege“. Parallel dazu lief wie immer die „Messe für Fotografie, Outdoor und Reisen“. Dazu kamen etliche Seminare und Workshops.
Das 16. Mundologia Festival fand vom 8. bis 10. Februar 2019 statt.
Das 17. Mundologia Festival findet vom 7. bis 9. Februar 2020 statt.

## Vorträge (Auszug)
- 2018 „Im Reich der Lichter“, Stefan Forster
- 2018 „Mit dem Dalai Lama durch den Himalaya“, Manuel Bauer
- 2015 „Erde extrem“, Carsten Peter, der am 13. Januar 2012 von National Geographic den „Annual National Geographic Photographer’s Photographer Award“ erhielt[10]
- 2015 „Willis wilde Wege“, Willi Weitzel
- 2015 „Schottland – Ruf der Freiheit“, Gereon Roemer
- 2014 „Tiefenrausch“, Uli Kunz
- 2014 „30 Jahre Naturfotografie – My Way“, Norbert Rosing
- 2013 „YUKON – 3.000 Kilometer Kanada & Alaska“, Dirk Rohrbach[11]
- 2013 „REGENWALD – Auf der Fährte des Jaguars“, Dieter Schonlau und seine Frau Sandra Hanke[11]
- 2013 „DER MEKONG – Von Vietnam nach Tibet“, Andreas Pröve[11]
- 2012 „VIETNAM – Reise durch ein unentdecktes Land“, Petra & Gerhard Zwerger-Schoner
- 2012 „Philippinen – 7107 Inseln voller Kontraste“, Tobias Hauser, David Hettich[12]
- 2012 „Leidenschaft leben über 8000 Meter – Wagnis, Rückzug und Erfolg“, Gerlinde Kaltenbrunner[12]
- 2011 „Abenteuer OZEAN“, David Hettich[13]
- 2011 „MEIN LEBEN AM LIMIT“, Reinhold Messner[13]

## Ausstellungen (Auszug)
- 2017 „Sehnsucht Natur“
- 2016 „Der Welt ganz nah“
- 2015 „Erde extrem“, Carsten Peter
- 2015 „Kuba. Zwischen Traum und Wirklichkeit“, Tobias Hauser
- 2015 „Himba und San“ Die letzten indigenen Völker Namibias, Rolf Frei
- 2014 „Grönland. Meine Reisen bis ans Ende der Welt“, Markus Lanz
- 2012 „Kinder. Die Gegenwart der Zukunft“ Die Ausstellung präsentierte 108 Fotos von 30 Fotografen, die Preisträger der „UNICEF-Foto des Jahres“[12]
- 2011 „Ozeane“, David Hettich[13]
- 2011 „Gesichter der Erde“, Claudius Diemer[13]
- 2010 „Eye to Eye“, Frans Lanting